# Knobelhof (Dietmanns)
Knobelhof ist eine Landwirtschaftlich geprägte Einöde auf der Gemarkung Dietmanns von Bad Wurzach im Landkreis Ravensburg.

## Lage
Der Knobelhof liegt im Naturraum Riß-Aitrach-Platten (Naturraum-Nr. 41), der zur Großlandschaft Donau-Iller-Lech-Platte (Großlandschaft-Nr. 4) gehört.
Der Knobelhof befindet sich etwa:
- 250 m südlich des Industriegebiets in Unterschwarzach
- 370 m nordöstlich von Banholz
- 800 m westlich des Nordrands von Iggenau[4]

Die Siedlung liegt etwa 180 m nördlich der Moore des Wurzacher Rieds und rund 150 m südlich des Knobelhofs beginnt der Rand des Vogelschutzgebiets Wurzacher Ried, des Naturschutzgebiets Wurzacher Ried und des FFH-Gebiets Wurzacher Ried und Rohrsee.
Hydrologisch liegt der Knobelhof im Gewässereinzugsgebiet des Wengener Mühlbachs, welcher über Aitrach, Iller und die Donau in das Schwarze Meer entwässert.

## Verkehrsanbindung
Der Knobelhof ist über eine etwa 280 m lange asphaltierte Straße an die Riedstraße in Unterschwarzach angebunden. Die Riedstraße führt von der B 465 in Unterschwarzach und verläuft weiter über Riedhöfe, Ziegolz, Wengen, Kramers und Bulachs bis nach Haidgau.

### Öffentlicher Personennahverkehr
In Knobelhof gibt es keine Bushaltestellen, Bahnhaltepunkte oder Flughäfen, die nächste Bushaltestelle befindet sich in Unterschwarzach. Der nächste Bahnhof ist in Bad Wurzach. Die grobe Entfernung beträgt: 
- Mit dem Pkw: 5,5 km
- Mit dem Fahrrad, die teilweise geschotterte Route über Unterschwarzach und Iggenau: 5,6 km[8]
- alternativ mit dem Fahrrad die asphaltierte Route über Unterschwarzach, Riedhöfe, Ziegolz, Wengen, Kramers, Bulachs, Haasen und den Brodbacher Hof: 11,8 km[9]

Der nächste Flughafen ist der Flughafen Memmingen (in Memmingerberg bei Memmingen). 

### Radverkehr
Der nächste Radweg sowie der nächste Anschluss an das Radnetz Baden-Württemberg befinden sich an der B 465 in Unterschwarzach (etwa 559 m Fahrstrecke).